# Jorge Zárate
Jorge Alejandro Zárate Careaga (ur. 20 stycznia 1992 w San Luis Potosí) – meksykański piłkarz występujący na pozycji defensywnego pomocnika, obecnie zawodnik Morelii.

## Kariera klubowa
Zárate jest wychowankiem klubu Puebla FC, do którego seniorskiej drużyny został włączony jako osiemnastolatek przez szkoleniowca José Luisa Sáncheza Solę. W meksykańskiej Primera División zadebiutował 11 kwietnia 2010 w przegranym 1:2 meczu z Indios. Nie potrafił sobie jednak wywalczyć miejsca w wyjściowym składzie i pełnił wyłącznie rolę rezerwowego, wobec czego po upływie półtora roku udał się na wypożyczenie do innego zespołu z miasta Puebla – drugoligowego Lobos BUAP. Tam spędził rok, mając niepodważalne miejsce w wyjściowej jedenastce i w wiosennym sezonie Clausura 2012 dotarł z Lobos do finału rozgrywek Liga de Ascenso, przegrywając w nim jednak z Leónem. Bezpośrednio po tym powrócił do najwyższej klasy rozgrywkowej, na zasadzie wypożyczenia zasilając ekipę Jaguares de Chiapas z siedzibą w Tuxtla Gutiérrez, której zawodnikiem również pozostawał przez rok, lecz tym razem wyłącznie w roli głębokiego rezerwowego, zaledwie czterokrotnie pojawiając się na ligowych boiskach.
Latem 2013 Zárate przeniósł się do klubu Monarcas Morelia, gdzie przez pierwsze sześć miesięcy był wyłącznie rezerwowym, jednak zdobył w tym czasie puchar Meksyku – Copa MX. Bezpośrednio po tym wywalczył sobie pewne miejsce w wyjściowym składzie i 13 kwietnia 2014 w zremisowanej 1:1 konfrontacji z Guadalajarą strzelił swojego premierowego gola w najwyższej klasie rozgrywkowej, a w tym samym roku wywalczył również z Morelią krajowy superpuchar – Supercopa MX. W lipcu 2015 został wypożyczony do ekipy Club Atlas z miasta Guadalajara (posiadającej tego samego właściciela – Grupo Salinas). Tam jako rezerwowy spędził bez większych sukcesów sześć miesięcy.

## Statystyki kariery
| Puebla  | 2009–2010 | Meksyk | Liga MX    | 1   | 0 | —  | — | —       | — | — | 1   | 0  |
| Puebla  | 2010–2011 | Meksyk | Liga MX    | 9   | 0 | —  | — | SL      | 1 | 0 | 10  | 0  |
| BUAP    | 2011–2012 | Meksyk | Ascenso MX | 33  | 3 | —  | — | —       | — | — | 33  | 3  |
| Chiapas | 2012–2013 | Meksyk | Liga MX    | 4   | 0 | 12 | 2 | —       | — | — | 16  | 2  |
| Morelia | 2013–2014 | Meksyk | Liga MX    | 13  | 1 | 6  | 0 | CL      | 2 | 0 | 21  | 1  |
| Morelia | 2014–2015 | Meksyk | Liga MX    | 30  | 1 | 3  | 2 | CL      | 1 | 0 | 34  | 3  |
| Atlas   | 2015–2016 | Meksyk | Liga MX    | 7   | 0 | 4  | 0 | —       | — | — | 11  | 0  |
| Morelia | 2015–2016 | Meksyk | Liga MX    | 13  | 2 | 3  | 0 | —       | — | — | 15  | 2  |
| Morelia | 2016–2017 | Meksyk | Liga MX    | 0   | 0 | 0  | 0 | —       | — | — | 0   | 0  |
| Ogółem  | Ogółem    | Ogółem | Ogółem     | 110 | 7 | 28 | 4 | SL + CL | 4 | 0 | 142 | 11 |

- SL – SuperLiga
- CL – Copa Libertadores